# Petroica
Genre
Les Petroica forment un genre d'oiseaux passériformes d'Australie dont plusieurs espèces sont communément appelées "rouge-gorge" en anglais (robin).

## Liste des espèces
D'après la classification de référence (version 13.2, 2023) du Congrès ornithologique international (ordre phylogénique) :
- Petroica rosea – Miro rosé
- Petroica rodinogaster – Miro incarnat
- Petroica archboldi – Miro des rochers
- Petroica bivittata – Miro montagnard
- Petroica phoenicea – Miro embrasé
- Petroica polymorpha – Miro des Salomon
- Petroica pusilla – Miro du Pacifique
- Petroica multicolor – Miro écarlate
- Petroica boodang – Miro boodang
- Petroica goodenovii – Miro à front rouge
- Petroica macrocephala – Miro mésange
- Petroica longipes – Miro de Garnot
- Petroica australis – Miro rubisole
- Petroica traversi – Miro des Chatham